# Тема спорт
„Тема Спорт“ е български национален спортен всекидневник, издаван в София.
Вестникът излиза от 15 август 2005 г. в обем от 16, 24, 32 и 40 страници. Издател е „Тема Спорт“ ЕООД, а главен редактор и управител е Мариан Макариев.
Изданието предлага актуална информация за български и световен футбол, както и за над 20 вида спорт. Обхваща целия спектър от футболни първенства в България – от Първа лига до Областните групи. Всекидневно публикува новини и анализи, свързани с 4-те големи шампионата в Европа. Акцентира още върху тениса, баскетбола и волейбола. Всеки петък излиза и голямо приложение „Букмейкър“, което предлага редица прогнози на читателите.

## Редакционен екип
- Главен редактор – Мариан Макариев
- Първи заместник главен редактор – Желю Станков
- Заместник главен редактор – Янаки Димитров
- Заместник главен редактор - Хари Латифян

### Отдел български футбол
- Росен Ангелов
- Мартин Костадинов
- Мартин Александров

### Отдел световен футбол
- Никола Стефанов
- Юлиян Димитров
- Любомир Изов

### Отдел спорт
- Хари Латифян

### Статистици
- Любомир Серафимов
- Румен Славов

## Кореспонденти
- Йордан Фотев във Варна
- Иван Нейков в Стара Загора
- Николай Николов в Монтана

## Колумнисти
- Жаклин Михайлов
- Ники Александров
- Петър Здравков